# 30è Cos (Regne Unit)
El XXX Cos va ser un Cos de l'Exèrcit Britànic durant la Segona Guerra Mundial. El cos es va formar al desert occidental el setembre de 1941. Va oferir un servei extens a la Campanya del nord d'Àfrica i moltes de les seves unitats estaven en acció a la Segona Batalla d'El Alamein a finals de 1942. Aleshores va participar en la Campanya de Tunísia i va formar el flanc esquerre durant la invasió aliada de Sicília el 1943. La seva insígnia era un senglar rampant.
Va tornar breument al Regne Unit; després va servir a la Invasió de Normandia aliada el juny de 1944. Al setembre de 1944, va formar el contingent Garden (terra creuada) de l'Operació Market Garden; a causa del fracàs del contingent del Mercat (aeri) per a la apoderar-se del pont de Nijmegen, el XXX Cos va arribar massa tard als següents 25 km - i definitiu -Pont d'Arnhem, que va resultar efectivament en la pèrdua de la 1a Divisió Aerotransportada britànica a la prolongada batalla d'Arnhem. El XXX Cos va continuar servint a la Països Baixos, i finalment a l'Operació Veritable a Alemanya fins al maig de 1945.

## Història de combat

### Nord d'Àfrica
El XXX Cos va tenir un paper principal a la Campanya del Desert Occidental, a on es formà inicialment per a les unitats blindades britàniques al nord d'Àfrica en preparació per a l'Operació Crusader, la darrera temptativa britànica d'aixecar el setge de Tobruck. Va patir moltes baixes, principalment degudes a unes tàctiques de guerra blindada obsoletes, però finalment van obligar a l'Afrika Korps de Rommel a retirar-se fins a El Agheila, a la Líbia central.A la primavera de 1942, Rommel Rommel va contraatacar i va fer retrocedir als britànics fins a Gazala, a escassos kilòmetres a l'oest de Tobruk. El pla del General Neil Ritchie, comandant del 8è Exèrcit, era que el XIII Cos mantingués la línia, mentre que el XXX aturés qualsevol temptativa alemanya de superar el flanc al sud de Bir Hachiem, recolzats per la 1a Brigada de la França Lliure. Van aconseguir alentir l'avanç dels blindats de Rommel, forçant-los a endinsar-se per La Caldera, el forat que havia quedat a les línies britàniques després de la destrucció de la  150a Brigada d'Infanteria. Els britànics intentaren tancar el forat mitjançant diversos contraatac, però van fracassar i, a més, els francesos van ser obligats a retirar-se de Bir Jachiem, motiu pel qual Rommel va poder sortir de La Caldera. El XXX Cos va haver de retirar-se fins a Mersa Matruh, recolzat pel recentment format X Cos. Això no obstant, els alemanys van aconseguir envoltar a X Cos (tot i que, afortunadament pels britànics, van ser capaços de trencar el setge), i van empènyer al XXX Cos cap a El Alamein el juny de 1942.

### El Alamein
El XXX Cos esgotat va retirar-se fins a El Alamein, la darrera posició defensable prop del riu Nil. Era l'únic lloc al desert on la norma habitual de les operacions del desert (sempre hi ha un flanc obert) no es complia, a causa del sòl tou de la depressió de Qattara, immediatament al sud de les forces oposades i del mar Mediterrani. El XXX Cos va ser destinat a la zona nord de la línia, reforçat amb unitats del XIII Cos, incloent la 1a Divisió Sudafricana i la 9a Divisió Australiana, car que havia patit moltes baixes i perdut molt equipament. L'Afrika Korps de Rommel, exhaust i amb les línies d'aprovisionament molt esteses, no va poder superar el XXX Cos. En aquells moments, la seva formació més gran va ser la 23a Brigada Blindada.
El juliol de 1942, el XXX Cos va tornar a patir moltes baixes, a la Primera Batalla d'El Alamein, encara que una gran ofensiva de l'Eix va ser repel·lida. Willoughby Norrie va ser substituït com a comandant del cos per William Ramsden.
Fart de les derrotes al nord d'Àfrica, el Primer Ministre Britànic sir Winston Churchill decidí reemplaçar al General Claude Auchinleck, comandant en cap de les forces britàniques a l'Orient Mitjà i, per extensió, comandant del 8è Exèrcit. Va ser substituït com a Comandant en Cap de l'Orient Mitjà pel general Harold Alexander, i com a comandant del 8è Exèrcit pel General William Gott, comandant del XIII Cos. Però Gott va morir en un accident aeri, i el seu lloc va ser ocupat finalment pel General Bernard Montgomery.
Un mes després de la Primera Batalla d'El Alamein, Rommel intentà superar El Alamein: en aquesta ocasió, es dirigiria cap al pas d'Alam Halfa, a la punta sud de la línia. L'atac carregà contra el XIII Cos, però el XXX Cos hagué d'encarar diversos atacs alemanys de diversió. Al setembre, Ramsden va ser substituït per Oliver Leese.
Després de la victòria a Alam Halfa, Montgomery passa a l'ofensiva. Va portar més tropes, incloent la 51a Divisió d'Infanteria (Highland) i l'experimentada  4a Divisió d'Infanteria índia per reforçar el XXX Cos, i també assignà la 2a Divisió neozelandesa (amb la seva 9a Brigada Blindada, originàries del XIII Cos. El XXX Cos va haver de sotmetre's a un extensiu re-entrenament, per poder donar un bon cop i crear un passadís per on poguessin introduir-se els tancs del X Cos.
La nit del 24 d'octubre, Montgomery estava preparat per a llençar-se a l'atac. Després d'un bombardeig d'artilleria mai vist des de la Primera Guerra Mundial, el XXX Cos deixà les seves trinxeres i començà a avançar. El XXX Cos patí grans pèrdues, però els veterans australians, neozelandesos, sud-africans i highlanders van continuar el seu avanç i ben aviat ja s'havien creat diverses escletxes als camps minats. Finalment, els atacs del XXX Cos es veieren aturats a causa de la resistència alemanya. A primera hora del matí del 2 de novembre, Montgomery llançà l'Operació Supercharge, un gran atac portat a terme pels Cossos X i XXX (reforçat per la 50a Divisió Northúmbria, originària del XIII Cos. Pel 4 de novembre, el X Cos havia superat les línies, i la Segona Batalla de l'Alamein havia estat guanyada.
Després d'El Alameix, el XXX avançà de manera tenint cura de no quedar-se sense subministraments. Finalment es va aturar a la Línia Mareth, a Tunísia, a finals de febrer. Però, tot i el disgust de Montgomery, l'excel·lent 9a Divisió australiana va ser retirada del front africà i enviada al Pacífic, deguda la insistència del govern australià, i la 1a Sudafricana romangué a Egipte.

### Tunísia
El 19 de març, el XXX Cos llançà un atac sobre la Línia Mareth com a part de l'Operació Pugilista, amb la 50a Divisió d'Infanteria (Northúmbria) i la 51a Divisió d'Infanteria (Highland) al capdavant. Van aconseguir crear una trampa, però va ser ràpidament continguda per la 15a Divisió Panzer de Rommel. Això no obstant, durant l'Operació Supercharge II, un grup comandat pel Tinent General Horrocks, compost pel Cos Neozelandès i la 1a Divisió Blindada del X Cos van explotar una posició de flanqueig establerta pels neozelandesos durant "Pugilista", trencant les defenses del flanc alemany durant la nit del 26-27 de març, obligant les forces alemanyes a retirar-se cap al nord fins a Wadi Akrit.
A mitjans d'abril, el XXX Cos provà d'atacar la posició capdavantera, però va fer escassos progressos contra la resistència italo-germana. Però en aquells moments, el 1rExèrcit britànic havia travessat les línies alemanyes a la Tunísia central i les tropes de l'Eix van ser obligades a rendir-se.

### Sicília
El 10 de juliol de 1943, el XXX Cos va ser destinat per participar en la invasió aliada de Sicília. El XXX Cos (a les ordres del Tinent General Oliver Leese) havia de formar el flanc esquerre del 8è Exèrcit. Per tant, va ser reforçat amb la 1a Divisió d'Infanteria Canadenca i amb la  231a Brigada d'Infanteria britànica, provinents de Malta. Això no obstant, la 2a neozelandesa i la 4a índia no estaven disponibles per a Sicília, car havien patit grans pèrdues.
El XXX Cos va desembarcar prop de Pachino, a Sicília, fent diversos guanys territorials contra la 206a Divisió Costanera italiana, i pel 18 de juliol, ja es trobava a mig camí de Messina. A partir d'aquell moment el progrés es va alentir considerablement, perquè el terreny muntanyós sicilià afavoria als defensors. L'Eix començà a evacuar tropes cap al continent, i pel 17, els darrers soldats alemanys travessaven l'Estret de Messina, i els aliats tenien el control de l'illa. El XXX Cos va ser retirat en aquell moment del front, sent enviat al Regne Unit per descansar i reavituallar-se per participar en l'Operació Overlord.

### Normandia

###### Ordre de Batalla
A Normandia, el XXX Cos tornà a incloure la 50a Divisió (Northúmbria), que desembarcà a Gold Beach. Va superar ràpidament als defensors alemanys de la 716a Divisió d'Infanteria, aconseguint enllaçar amb el 1r Cos britànic al final del Dia D. A partir d'aquell moment la situació es revertí, aconseguint escassos guanys, però el 10 de juny aconseguí enllaçar amb les forces americanes que avançaven des d'Omaha Beach. El 12 de juny es aparegué una oportunitat: els alemanys tenien una gran escletxa al front prop de la ciutat de Camount. La 7a Divisió Blindada va ser enviada ràpidament a ocupar aquell forat, dirigint-se cap al Villers Bocage per intentar flanquejar la Divisió Panzer Lehr i obligar-los a retirar-se. Aquest atac va ser avortat per l'as dels Tiger Michael Wittmann, al capdavant del 101r Batalló de Tancs Pesants SS, que destrossà la punta de llança de la 7a Blindada, el 4t County of London Yeomanry, obligant als britànics a retirar-se, i l'escletxa va ser ràpidament tancada. El comandant del XXX Cos, tinent general Gerard Bucknall va ser molt criticat per aquesta actuació, car Montgomery creia que si altres unitats de la 7a Blindada s'haguessin desplaçat ràpidament, s'hagués assolit l'objectiu i es podrien haver destruït diverses divisions alemanyes.
Llavors, el Cos participà en una batalla de desgasts amb petits guanys territorials. El 24 de juliol, la línia del front gairebé no s'havia mogut. Aquells dia, els americans van llançar l'Operació Cobra, un atac a gran escala sobre les posicions alemanyes a Contentin. Van fer uns progressos considerables, i els britànics llançaren l'Operació Bluecoat per tal d'aprofitar el moment. El VIII Cos al flanc dret de Bluecoat, va fer un progrés considerable, però el XXX Cos estava embussat. Preocupat del desenvolupament dels fets, Montgomery retirà a Bucknall i el substituí per Brian Horrocks, un veterà del nord d'Àfrica. Després de la marxa de Bucknall, l'actuació del XXX Cos millorà considerablement, i aconseguí enllaçar amb l'altre cos britànic durant la Batalla de la Bossa de Falaise. Després de la desfeta alemanya, el XXX Cos avançà ràpidament cap al nord-est, alliberant les ciutats belgues de Brussel·les i Anvers. Però en aquells moments hagué d'aturar-se l'avanç deguda l'escassetat de combustible. Seccions dels Guàrdies Blindats i del 2n Regiment Household Cavalry van aconseguir assegurar un pont sobre el canal del Mosa-Escalda a Holanda. El pont va rebre el nom de Pont de Joe (Joe's Bridge), en honor del Tinent Coronel Joe Vandeleur, comandant del 2n Batalló dels Guàrdies Irlandesos, que van capturar el pont.

### Operació Market Garden
Després de l'èxit a França i Bèlgica, el General Montgomery va voler establir un pont per travessar el Rin, i el pont situat a la ciutat d'Arnhem semblava ideal: al capturar-lo s'alliberaria Holanda, es tancaria el 25è Exèrcit alemany i els aliats tindrien un camí per passar pel flanc de la Línia Sigfrid. Per portar-ho a terme, es decidí desplegar el 1r Exèrcit Aerotransportat Aliat, amb la 101a Aerotransportada americana llançada sobre Eindhoven per assegurar els ponts sobre els Son i el Canal de Wiljelmina, la 82a Aerotransportada americana llançada sobre Nijmegen per assegurar els ponts de Gave i Nijmegen; i la  1a Aerotransportada britànica sobre Arnhem, per assegurar el pont de la ciutat. La tasca del XXX Cos, format per uns 50.000 homes, consistia a avançar a través d'aquest camí i arribar a Arnhem per rellevar als paracaigudistes en només 48 hores, i continuaria cap a la frontera holandesa-alemanya. El XXX Cos havia de ser la part de GARDEN de l'operació per avançar més enllà d'Arnhem. Això va requerir creuar obstacles d'aigua, l'últim d'ells un pont de carretera a Arnhem. Quan la pinça es tanqués, això permetria als britànics atrapar el 15è Exèrcit, separant-lo del 1r Exèrcit de paracaigudes al voltant del flanc nord de la línia Siegfried.

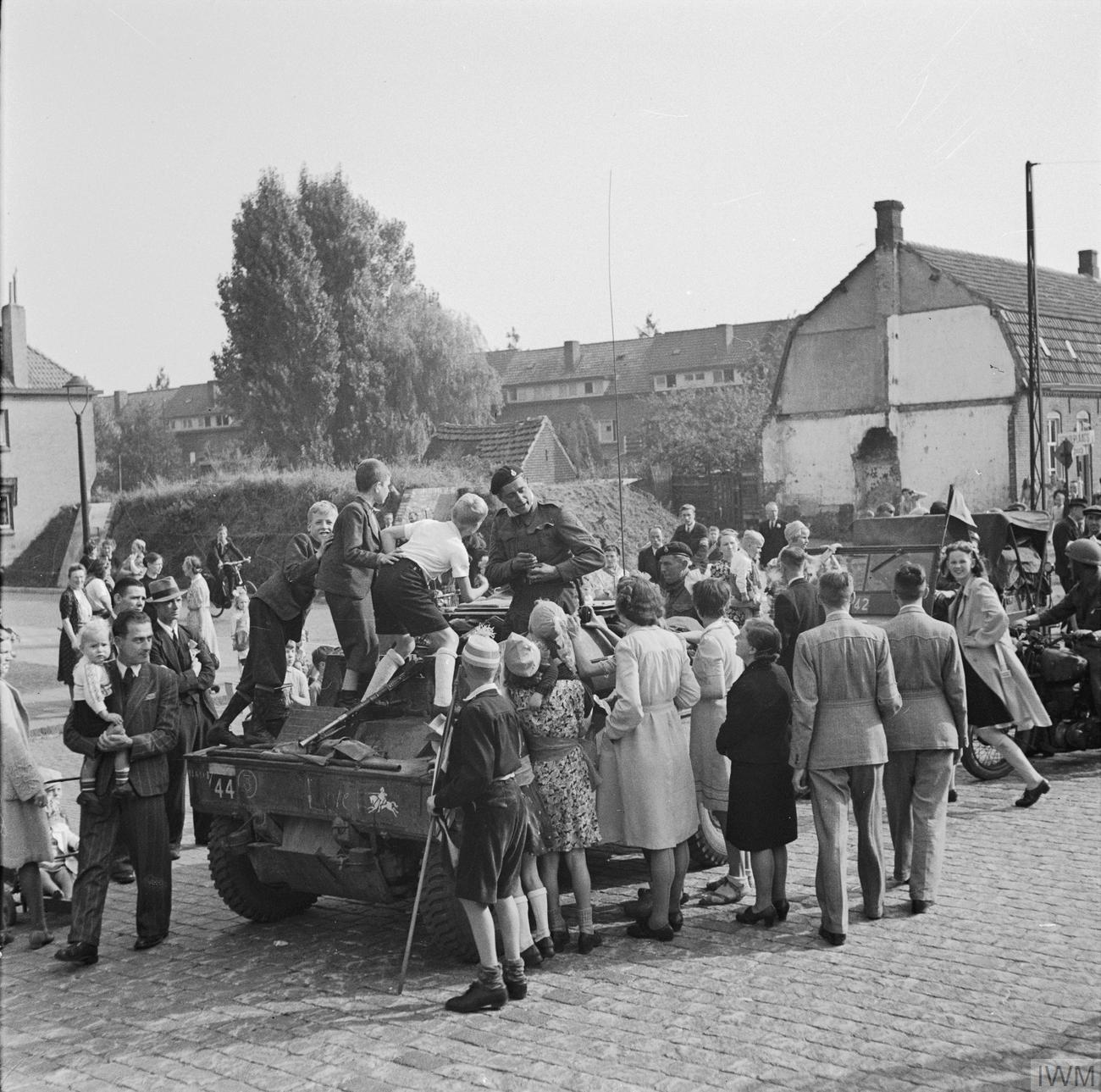
Vehicles de la Divisió Blindada de Guàrdies del XXX Cos travessa la ciutat de Grave després d'haver establert contacte amb la 82a Aerotransportada americana

L'Operació Horta s'inicià a les 14 hores del diumenge 17 de setembre de 1944, amb la preparació d'artilleria per 350 canons a les 14:35, i va ser la major operació aerotransportada de la història. Això no obstant, va estar carregada de problemes: no hi havia prou avions de transport per efectuar el llançament de totes les divisions en un únic dia (només van saltar dues de les 4 brigades de la 1a Aerotransportada britànica el 17 de setembre, i els exploradors de la 82a i de la 101a no van arribar fins al 20 de setembre). Això no obstant, a mesura que el XXX Cos avançava cap al nord, ben aviat es va fer evident que una única carretera per desplaçar-se era extremadament vulnerable als contraatacs enemics i era prompte als embussos de tràfic.
Els elements d'avantguarda del XXX Cos, la Divisió Blindada de Guàrdies van haver de fer front a unes posicions defensives alemanyes inesperadament fortes, que van causar diversos retards a l'avanç. El resultat de tot plegat va ser que no hi havia ningú a prop dels seus objectius al final del primer dia. Al segon dia d'Horta, la Blindada de la Guàrdia continuà cap al nord cap a Eindhoven, on van contactar amb grups del 2n batalló del 506è Regiment d'Infanteria Paracaigudista de la Divisió 101 Aerotransportada. Ben aviat van assabentar-se que els americans no havien aconseguit capturar intacte el pont sobre el Son, la qual cosa va fer augmentar els retards abans que els enginyers arribessin per construir un pont Bailey.
Més al sud, al sector de la 101, diverses unitats del XXX Cos s'havien quedat lluitant amb els alemanys que intentaven tallar del corredor. La 231a Brigada d'Infanteria (de la 50a de Northumbria) i la 4a Brigada Blindada van passar la major part del temps d'Horta sense sortir del sector de la 101. Això va ocasionar grans embussos de trànsit, retardant l'arribada de reforços a les puntes de llança al nord, en particular a la 43a Divisió Wessex i a les altres dues brigades de la 50a, la qual cosa alentí encara més l'avanç.
Al 5è dia, la Blindada de Guàrdies estava exhausta. Havien lluitat de manera continuada durant 5 dies, la major part dels quals contra una resistència alemanya ferotge, i no eren capaços de continuar gaire més. La 43a Wessex va anar fins a primera línia per continuar l'avanç, aconseguint derrotar seccions de la 10a Divisió Panzer SS Frundsberg, i van avançar cap al Neder Rhine. Allà, un batalló de la 43a travessà el riu en una temptativa de rellevar la 1a Aerotransportada, però van ser obligats a retirar-se. Al final, només 2.000 dels 11.000 homes de la  1a Divisió Aerotransportada van aconseguir fugir a través del Rin, i el darrer pont sobre el Rin no va ser conquerit.
El fracàs de la 82a Divisió Aerotransportada per apoderar-se del pont de Nijmegen va provocar un llarg retard perquè el XXX Cos arribés al pont d'Arnhem tal com estava previst. Això va fer que la 1a Divisió Aerotransportada, que va ser envoltada en la batalla d'Arnhem i va patir moltes baixes, es retirés del pont d'Arnhem després que el retard permetés als alemanys reforçar-se amb divisions blindades. La major part de la 1a Divisió Aerotransportada va morir, es va rendir o es va retirar a les posicions de la 1a Brigada Paracaigudes Polonesa, la qual cosa va posar fi a l'ofensiva.

### Les Ardenes
Durat la batalla de les Ardenes, unitats del XXX Cos es van desplaçar per assegurar els ponts sobre el Mosa. El 27 de desembre, el XXX Cos expulsà la 2a Divisió Panzer de Celles, i pel 31 havien conquerit Rochefort i la punta occidental del sortint.

### La campanya de Renània

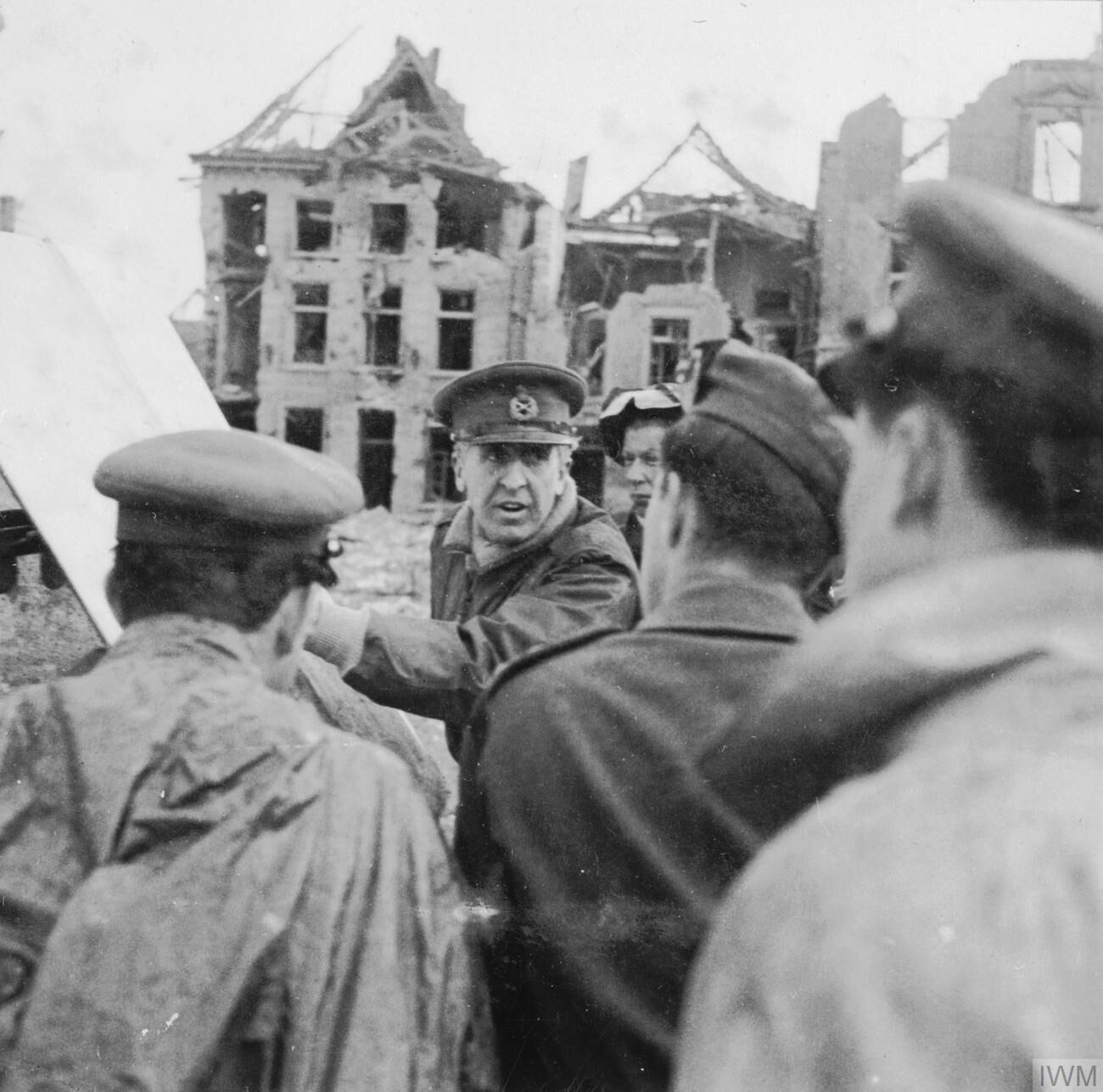
El tinent general Horrocks es dirigeix al personal del XXX Cos a Rees a la vora del Rin, el 26 de maig de 1945.

El XXX Cos va estar implicat en els combats que van precedir l'Operació Saqueig als passos del Rin. Sota el comandament del 1r Exèrcit canadenc i amb divisions addicionals, va ser responsable del difícil avanç pel Bosc de Reichswald que va ser la primera fase de l'Operació Veritable el febrer de 1945. Les fases posteriors van ser rebatejades com a Operació Blockbuster. El terreny permetia ara un front de dos cossos, amb el XXX Cos agafant el costat oest fins a reunir-se a Geldern amb elements del 9è exèrcit nord-americà el 3 de març. el 23 de març, el XXX Corps va començar l'operació Turnscrew dins el marc de l'Operació Saqueig el pas del Rin a Rees.

## Comandants
Comandants inclosos:
- Tinent General Vyvyan Pope
- Tinent General Willoughby Norrie
- Tinent General William Ramsden
- Tinent General Sir Oliver Leese
- Tinent General Gerard Bucknall
- Tinent General Brian Horrocks